# Manduca corallina
Espèce
Manduca corallina est une espèce de lépidoptères (papillons) de nuit de la famille des Sphingidae, de la sous-famille des Sphinginae et de la tribu des Sphingini.

## Description

### Imago
L'envergure de l'imago varie de 104 à 110 mm. Le thorax (surtout chez le mâle) est moins robuste que celui de Manduca lichenea (c'est l'espèce qui lui ressemble le plus). En outre, les ailes sont plus allongées mais toujours avec une configuration similaire.

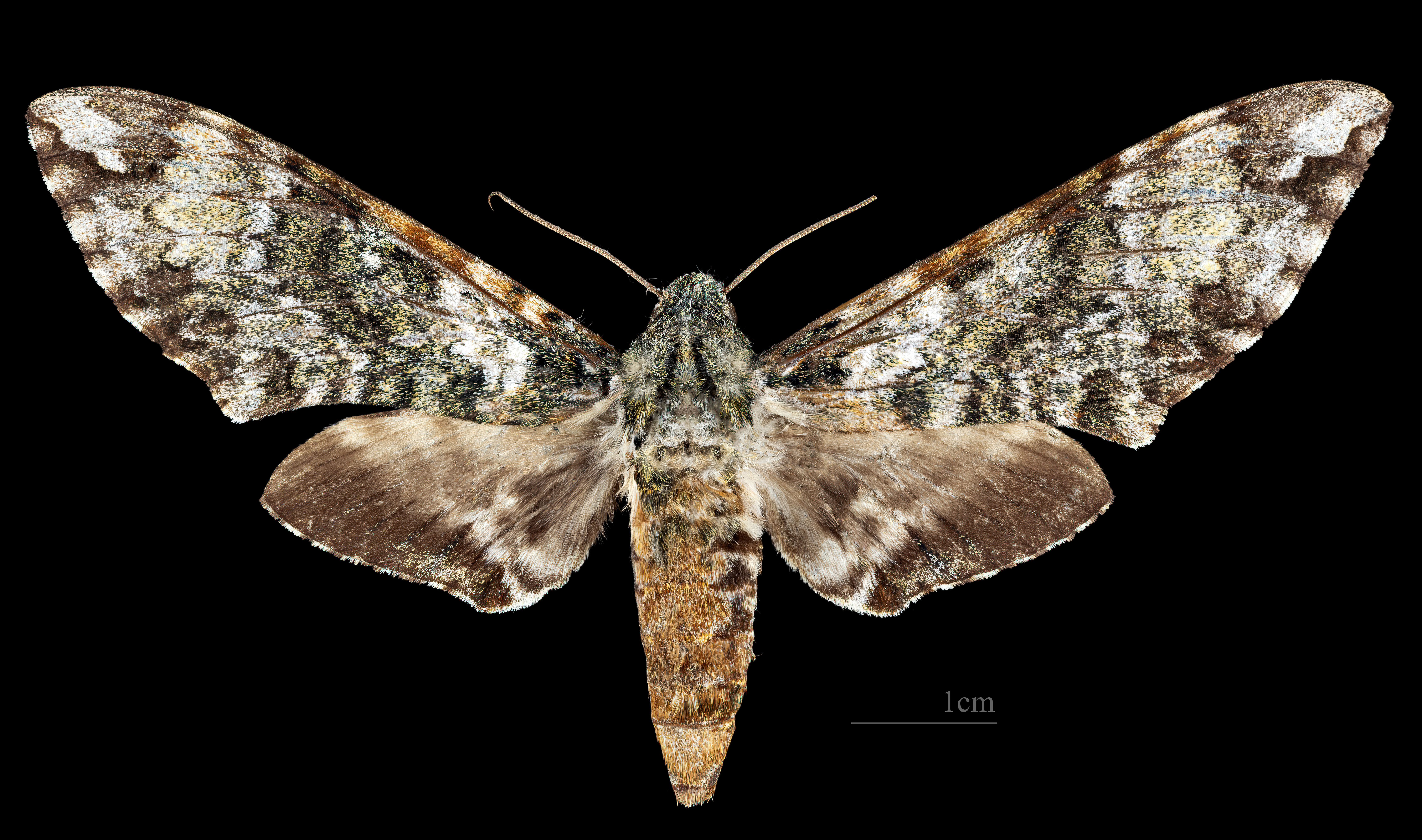
Manduca corallina   ♀
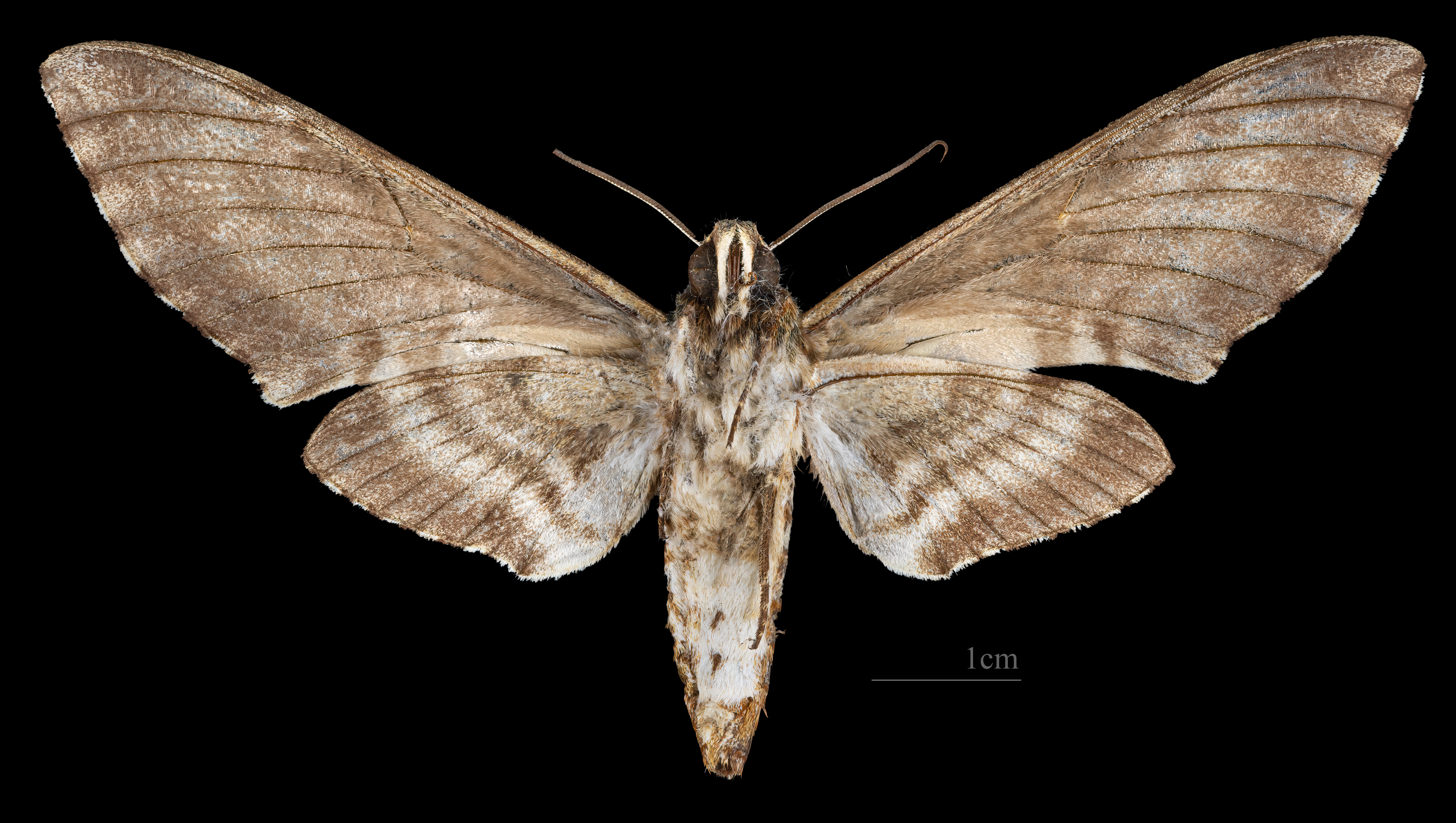
Manduca corallina   ♀ △

### Chenille
Elle a une peau très rugueuse, le corps est vert avec deux bandes jaunes dorsales et sur le côté des barres obliques.

## Distribution et habitat
Distribution
L'espèce est connue au Mexique, Belize, Guatemala, Nicaragua, Costa Rica et au sud du Venezuela.

## Biologie
Les imago volent toute l'année.
Les chenilles se nourrissent sur Cordia alliodora.

## Systématique
- L'espèce Manduca corallina a été décrite par l'entomologiste britannique Herbert Druce en 1883 sous le nom initial de Diludia corallina[1].
- Il y a deux localités type : au Mexique, Cordova et au Guatemala, San Isidro.

### Synonymie
- Diludia corallina Druce, 1883 Protonyme